# Goidhoo atoll
Goidhoo atoll är en atoll i Maldiverna. Den ligger i administrativa atollen Baa atoll, i den norra delen av landet, cirka 100 kilometer nordväst om huvudstaden Malé. 
Den består av sju öar, varav tre är bebodda: Fehendhoo, Fulhadhoo och Goidhoo.